# Pogonomyrmex fossilis
Pogonomyrmex fossilis is een uitgestorven mierensoort  die leefde in het eoceen. De soort leefde ongeveer 34 miljoen jaar geleden. Hij bouwde nesten om daar zaden en granen op te kunnen slaan als wintervoorraad. De mier is gemiddeld 6 millimeter lang en 1,2 millimeter breed.
Het eerste fossiel van deze soort is gevonden in de Amerikaanse staat Colorado. De wetenschappelijke naam werd voor het eerst geldig gepubliceerd door Frank Morton Carpenter in 1930. De Pogonomyrmex fossilis is anno 2003 de oudst beschreven soort uit het geslacht Pogonomyrmex.